# Pseudemoia pagenstecheri
Pseudemoia pagenstecheri är en ödleart som beskrevs av  Wassili Adolfovitch Lindholm 1901. Pseudemoia pagenstecheri ingår i släktet Pseudemoia och familjen skinkar. IUCN kategoriserar arten globalt som livskraftig. Inga underarter finns listade i Catalogue of Life.